# Fase final da Copa Libertadores da América de 2016
A fase final da Copa Libertadores da América de 2016 compreendeu as disputas de oitavas de final, quartas de final, semifinal e final. As equipes se enfrentaram em jogos eliminatórios de ida e volta em cada fase, e a que somasse mais pontos se classificaria a fase seguinte.

## Critérios de desempate
Se em um cruzamento as determinadas equipes igualasseem em pontos, o primeiro critério de desempate seria o saldo de gols. Caso empatassem no saldo, o gol marcado na casa do adversário entraria em consideração. Persistindo o empate, a vaga seria decidida em disputa por pênaltis.

## Classificação geral
Para determinar todos os cruzamentos da fase final, foi levado em conta o desempenho das equipes na segunda fase. As equipes que finalizaram em primeiro lugar nos grupos dividiram-se de 1º a 8º e as equipes que se classificaram em segundo lugar nos grupos, de 9º a 16º. A melhor equipe enfrentou a 16ª, a 2ª contra a 15ª, e assim sucessivamente.
| Pos. | Primeiros dos grupos | Pts | SG  | GP |
| ---- | -------------------- | --- | --- | -- |
| 1    | Atlético Nacional    | 16  | +12 | 12 |
| 2    | Pumas                | 15  | +9  | 17 |
| 3    | Corinthians          | 13  | +9  | 13 |
| 4    | Atlético Mineiro     | 13  | +8  | 12 |
| 5    | Toluca               | 13  | +4  | 9  |
| 6    | Boca Juniors         | 12  | +7  | 11 |
| 7    | River Plate          | 11  | +10 | 17 |
| 8    | Rosário Central      | 11  | +5  | 13 |

| Pos. | Segundos dos grupos     | Pts | SG | GP |
| ---- | ----------------------- | --- | -- | -- |
| 9    | Grêmio                  | 11  | +4 | 10 |
| 10   | Independiente del Valle | 11  | +3 | 7  |
| 11   | Cerro Porteño           | 10  | –1 | 6  |
| 12   | São Paulo               | 9   | +6 | 11 |
| 13   | Racing                  | 9   | +4 | 11 |
| 14   | Nacional                | 9   | 0  | 6  |
| 15   | Deportivo Táchira       | 9   | –5 | 6  |
| 16   | Huracán                 | 8   | 0  | 7  |

## Oitavas de final
| Chave | Equipe 1          | Total    | Equipe 2                | Ida | Volta |
| ----- | ----------------- | -------- | ----------------------- | --- | ----- |
| A     | Atlético Nacional | 4–2      | Huracán                 | 0–0 | 4–2   |
| B     | Pumas             | 2–1      | Deportivo Táchira       | 0–1 | 2–0   |
| C     | Corinthians       | 2–2 (gf) | Nacional                | 0–0 | 2–2   |
| D     | Atlético Mineiro  | 2–1      | Racing                  | 0–0 | 2–1   |
| E     | Toluca            | 3–5      | São Paulo               | 0–4 | 3–1   |
| F     | Boca Juniors      | 5–2      | Cerro Porteño           | 2–1 | 3–1   |
| G     | River Plate       | 1–2      | Independiente del Valle | 0–2 | 1–0   |
| H     | Rosário Central   | 4–0      | Grêmio                  | 1–0 | 3–0   |

### Chave A
| 26 de abril   | Huracán | 0 − 0     | Atlético Nacional | Estádio Tomás Adolfo Ducó, Buenos Aires     |
| 19:30 (UTC−3) |         | Relatório |                   | Público: 20 000 Árbitro: CHI Patricio Polic |

| 3 de maio     | Atlético Nacional                                 | 4 − 2     | Huracán                  | Estádio Atanasio Girardot, Medellín      |
| 19:45 (UTC−5) | Ibarbo 23' (pen) · Guerra 57', 67' · Copete 90+2' | Relatório | Espinoza 25' · Ábila 76' | Público: 40 000 Árbitro: VEN José Argote |

### Chave B
| 26 de abril      | Deportivo Táchira | 1 − 0     | Pumas | Estádio Polideportivo de Pueblo Nuevo, San Cristóbal |
| 20:15 (UTC−4:30) | Mosquera 50'      | Relatório |       | Público: 25 000 Árbitro: BOL Óscar Maldonado         |

| 3 de maio     | Pumas                  | 2 − 0     | Deportivo Táchira | Estádio Olímpico Universitário, Cidade do México |
| 21:45 (UTC−5) | Herrera 12' · Sosa 80' | Relatório |                   | Público: 25 000 Árbitro: CHI Patricio Polic      |

### Chave C
| 27 de abril   | Nacional | 0 − 0     | Corinthians | Estádio Gran Parque Central, Montevidéu       |
| 21:45 (UTC−3) |          | Relatório |             | Público: 26 000 Árbitro: ARG Patricio Loustau |

| 4 de maio     | Corinthians                                | 2 − 2     | Nacional                   | Arena Corinthians, São Paulo               |
| 21:45 (UTC−3) | Lucca 14' · Marquinhos Gabriel 90+3' (pen) | Relatório | Nico López 4' · Romero 56' | Público: 43 098 Árbitro: ARG Néstor Pitana |

### Chave D
| 27 de abril   | Racing | 0 − 0     | Atlético Mineiro | Estádio El Cilindro, Avellaneda             |
| 19:30 (UTC−3) |        | Relatório |                  | Público: 28 000 Árbitro: PAR Julio Quintana |

| 4 de maio     | Atlético Mineiro        | 2 − 1     | Racing          | Estádio Independência, Belo Horizonte         |
| 21:45 (UTC−3) | Carlos 15' · Pratto 71' | Relatório | López 21' (pen) | Público: 20 170 Árbitro: URU Daniel Fedorczuk |

### Chave E
| 28 de abril   | São Paulo                                                  | 4 − 0     | Toluca | Estádio do Morumbi, São Paulo                 |
| 21:45 (UTC−3) | Michel Bastos 26' · Centurión 44', 60' · Thiago Mendes 52' | Relatório |        | Público: 53 241 Árbitro: URU Jonhatan Fuentes |

| 4 de maio     | Toluca                        | 3 − 1     | São Paulo         | Estádio Nemesio Díez, Toluca                  |
| 17:15 (UTC−5) | Uribe 17', 86' · Triverio 60' | Relatório | Michel Bastos 50' | Público: 10 000 Árbitro: COL Wilson Lamouroux |

### Chave F
| 28 de abril   | Cerro Porteño       | 1 − 2     | Boca Juniors            | Estádio Defensores del Chaco, Assunção        |
| 20:45 (UTC−4) | Domínguez 83' (pen) | Relatório | Tévez 28' · Lodeiro 59' | Público: 25 000 Árbitro: MEX Francisco Chacón |

| 5 de maio     | Boca Juniors                           | 3 − 1     | Cerro Porteño | Estádio La Bombonera, Buenos Aires          |
| 21:45 (UTC−3) | Tévez 3' (pen) · Pavón 72' · Pérez 88' | Relatório | R. Rojas 12'  | Público: 50 000 Árbitro: BRA Wilton Sampaio |

### Chave G
| 28 de abril   | Independiente del Valle              | 2 − 0     | River Plate | Estádio Olímpico Atahualpa, Quito        |
| 17:30 (UTC−5) | Jo. Angulo 63' · Sornoza 90+1' (pen) | Relatório |             | Público: 35 000 Árbitro: BRA Héber Lopes |

| 4 de maio     | River Plate | 1 − 0     | Independiente del Valle | Estádio Monumental de Núñez, Buenos Aires  |
| 19:15 (UTC−3) | Alario 78'  | Relatório |                         | Público: 55 000 Árbitro: COL Wilmar Roldán |

### Chave H
| 27 de abril   | Grêmio | 0 − 1     | Rosário Central | Arena do Grêmio, Porto Alegre                |
| 21:45 (UTC−3) |        | Relatório | Ruben 13'       | Público: 31 762 Árbitro: PER Víctor Carrillo |

| 5 de maio     | Rosário Central                   | 3 − 0     | Grêmio | Estádio Gigante de Arroyito, Rosário         |
| 19:15 (UTC−3) | Ruben 4', 23' (pen) · Donatti 56' | Relatório |        | Público: 35 000 Árbitro: PAR Enrique Cáceres |

## Quartas de final
| Chave | Equipe 1          | Total       | Equipe 2                | Ida | Volta |
| ----- | ----------------- | ----------- | ----------------------- | --- | ----- |
| S1    | Atlético Nacional | 3–2         | Rosário Central         | 0–1 | 3–1   |
| S2    | Pumas             | 3–3 (3–5 p) | Independiente del Valle | 1–2 | 2–1   |
| S3    | Boca Juniors      | 2–2 (4–3 p) | Nacional                | 1–1 | 1–1   |
| S4    | Atlético Mineiro  | 2–2 (gf)    | São Paulo               | 0–1 | 2–1   |

### Chave S1
| 12 de maio    | Rosário Central | 1 − 0     | Atlético Nacional | Estádio Gigante de Arroyito, Rosário      |
| 21:45 (UTC−3) | Montoya 5'      | Relatório |                   | Público: 39 000 Árbitro: BRA Sandro Ricci |

| 19 de maio    | Atlético Nacional                        | 3 − 1     | Rosário Central | Estádio Atanasio Girardot, Medellín           |
| 20:45 (UTC−5) | Torres 45+1' · Guerra 50' · Berrío 90+4' | Relatório | Ruben 8' (pen)  | Público: 44 591 Árbitro: URU Daniel Fedorczuk |

### Chave S2
| 17 de maio    | Independiente del Valle | 2 − 1     | Pumas        | Estádio Olímpico Atahualpa, Quito           |
| 19:45 (UTC−5) | Jo. Angulo 41', 54'     | Relatório | Martínez 72' | Público: 35 000 Árbitro: ARG Mauro Vigliano |

| 24 de maio    | Pumas         | 2 − 1     | Independiente del Valle | Estádio Olímpico Universitário, Cidade do México |
| 19:45 (UTC−5) | Sosa 15', 17' | Relatório | Sornoza 65'             | Público: 45 000 Árbitro: PER Víctor Carrillo     |

|                           |       | Penalidades                              |  |
| Herrera Ludueña Sosa Ruiz | 3 – 5 | Cortez Tellechea Jo. Angulo Caicedo Mina |  |

### Chave S3
| 12 de maio    | Nacional      | 1 − 1     | Boca Juniors | Estádio Gran Parque Central, Montevidéu      |
| 19:30 (UTC−3) | Fernández 75' | Relatório | Fabra 69'    | Público: 30 000 Árbitro: PAR Enrique Cáceres |

| 19 de maio    | Boca Juniors | 1 − 1     | Nacional        | Estádio La Bombonera, Buenos Aires       |
| 20:15 (UTC−3) | Pavón 72'    | Relatório | Díaz 20' (g.c.) | Público: 43 000 Árbitro: BRA Héber Lopes |

|                                            |       | Penalidades                                        |  |
| Tévez Díaz Pérez Insaurralde Fabra Carrizo | 4 – 3 | Polenta Victorino Fernández Porras Romero Carballo |  |

### Chave S4
| 11 de maio    | São Paulo         | 1 − 0     | Atlético Mineiro | Estádio do Morumbi, São Paulo              |
| 21:45 (UTC−3) | Michel Bastos 78' | Relatório |                  | Público: 61 297 Árbitro: COL Wilmar Roldán |

| 18 de maio    | Atlético Mineiro        | 2 − 1     | São Paulo  | Estádio Independência, Belo Horizonte     |
| 21:45 (UTC−3) | Cazares 6' · Carlos 11' | Relatório | Maicon 14' | Público: 21 337 Árbitro: URU Andrés Cunha |

## Semifinais
Caso apenas dois times do mesmo país alcancem às semifinais, os confrontos serão alterados de forma a esses dois times se enfrentarem nessa fase, modificando os cruzamentos pré-determinados.
| Chave | Equipe 1          | Total | Equipe 2                | Ida | Volta |
| ----- | ----------------- | ----- | ----------------------- | --- | ----- |
| F1    | Atlético Nacional | 4–1   | São Paulo               | 2–0 | 2–1   |
| F2    | Boca Juniors      | 3–5   | Independiente del Valle | 1–2 | 2–3   |

### Chave F1
| 6 de julho    | São Paulo | 0 – 2     | Atlético Nacional | Estádio do Morumbi, São Paulo               |
| 21:45 (UTC−3) |           | Relatório | Borja 81', 87'    | Público: 61 766 Árbitro: ARG Mauro Vigliano |

| 13 de julho   | Atlético Nacional    | 2 – 1     | São Paulo  | Estádio Atanasio Girardot, Medellín |
| 19:45 (UTC−5) | Borja 15', 77' (pen) | Relatório | Calleri 8' | Árbitro: CHI Patricio Polic         |

### Chave F2
| 7 de julho    | Independiente del Valle      | 2 – 1     | Boca Juniors | Estádio Olímpico Atahualpa, Quito          |
| 19:45 (UTC−5) | Cabezas 61' · Jo. Angulo 75' | Relatório | Pérez 12'    | Público: 38 000 Árbitro: COL Wilmar Roldán |

| 14 de julho   | Boca Juniors  | 2 – 3     | Independiente del Valle                    | Estádio La Bombonera, Buenos Aires |
| 21:45 (UTC−3) | Pavón 3', 90' | Relatório | Caicedo 24' · Cabezas 48' · Ju. Angulo 50' | Árbitro: URU Daniel Fedorczuk      |

## Final
O campeão da Copa Libertadores 2016 garante o direito de participar da Copa do Mundo de Clubes da FIFA de 2016, a exceção dos clubes mexicanos que se classificam através da Liga dos Campeões da CONCACAF.
Além do Mundial de Clubes, o campeão adquire o direito de participar da Recopa Sul-Americana de 2017 contra o campeão da Copa Sul-Americana de 2016.
| Equipe 1          | Total | Equipe 2                | Ida | Volta |
| ----------------- | ----- | ----------------------- | --- | ----- |
| Atlético Nacional | 2–1   | Independiente del Valle | 1–1 | 1–0   |

| 20 de julho   | Independiente del Valle | 1 – 1     | Atlético Nacional | Estádio Olímpico Atahualpa, Quito            |
| 19:45 (UTC−5) | Mina 86'                | Relatório | Berrío 35'        | Público: 40 000 Árbitro: PAR Enrique Cáceres |

| 27 de julho   | Atlético Nacional | 1 – 0     | Independiente del Valle | Estádio Atanasio Girardot, Medellín        |
| 19:45 (UTC−5) | Borja 8'          | Relatório |                         | Público: 46 000 Árbitro: ARG Néstor Pitana |